# Korzeniowski Warsaw Race Walking Cup 2025
Korzeniowski Warsaw Race Walking Cup 2025 – 4. edycja międzynarodowych zawodów lekkoatletycznych w chodzie sportowym, które odbyły się 4 maja 2025 w Warszawie. Zawody są zaliczane do cyklu World Athletics Race Walking Tour Gold w sezonie 2025.

## Charakterystyka
Miejscem rozgrywania zawodów zorganizowanych przez Fundację Roberta Korzeniowskiego była pętla o długości 1000 m wiodąca ulicą Świętokrzyską. Jest to czwarta ich edycja pod tą nazwą. Należą do World Athletics Race Walking Tour Gold 2024 i były rozgrywane na dystansie 20 km.
W ramach zawodów przeprowadzono także mistrzostwa Polski seniorów na 20 km. Reprezentacja Stanów Zjednoczonych zorganizowała tu wewnętrzne kwalifikacje do pucharu panamerykańskiego w chodzie sportowym. Biegom głównym towarzyszyły również wyścigi w niższych kategoriach wiekowych oraz kategorii masters na krótszych dystansach.
Zwycięzcami biegu głównego zostali Japończyk Toshikazu Yamanishi i reprezentująca Ekwador Paula Milena Torres.

## Wyniki

### Wyścig na 20 km w ramach World Athletics Race Walking Tour
| Konkurencja: | Mężczyźni               | Rezultat | Kobiety                 | Rezultat |
| 1. miejsce   | Toshikazu Yamanishi     | 1:20:50  | Paula Milena Torres     | 1:28:29  |
| 2. miejsce   | Caio Bonfim             | 1:21:34  | Kimberly García         | 1:28:30  |
| 3. miejsce   | Kazuki Takahashi        | 1:22:55  | Viviane Lyra            | 1:28:54  |
| 4. miejsce   | Maher Ben Hlima         | 1:23:34  | Katarzyna Zdziebło      | 1:30:33  |
| 5. miejsce   | Nathaniel Seiler        | 1:23:49  | Valeria Ortuño Martinez | 1:32:34  |
| 6. miejsce   | Raivo Saulgriezi        | 1:24:46  | Gabriela De Sousa Munis | 1:36:50  |
| 7. miejsce   | Jefferson Segura Zepeda | 1:25:34  | Magdalena Żelazna       | 1:37:58  |
| 8. miejsce   | Mateusz Nowak           | 1:26:28  | Anna Zdziebło           | 1:40:44  |

### Mistrzostwa Polski seniorów na 20 km
| Konkurencja: | 1. miejsce                         | Rezultat | 2. miejsce                       | Rezultat | 3. miejsce                                  | Rezultat |
| Mężczyźni    | Maher Ben Hlima RKS Łódź           | 1:23:34  | Mateusz Nowak KU AZS UAM Poznań  | 1:26:28  | Arkadiusz Schiedel MLKS Nadwiślanin Chełmno | 1:27:12  |
| Kobiety      | Katarzyna Zdziebło LKS Stal Mielec | 1:30:33  | Magdalena Żelazna AZS-AWF Gorzów | 1:37:58  | Anna Zdziebło LKS Stal Mielec               | 1:40:44  |